# Beautiful Days (Arashi)
Beautiful Days è un brano musicale del gruppo musicale giapponese Arashi, pubblicato come loro ventiquattresimo singolo il 5 novembre 2008. Il brano è incluso nell'album All the Best! 1999-2009, undicesimo lavoro del gruppo. Il singolo ha raggiunto la prima posizione della classifica Oricon dei singoli più venduti in Giappone, vendendo 472 171 copie. Il singolo è stato certificato doppio disco di platino. Il brano è stato utilizzato come tema musicale del dorama televisivo Ryūsei no kizuna, con Kazunari Ninomiya.

## Tracce
CD Singolo JACA-5124
1. Beautiful days
2. Boku ga Boku no Subete (僕が僕のすべて)
3. Wasurerarenai (忘れられない)
4. Beautiful days (Original Karaoke)
5. Boku ga Boku no Subete (Original Karaoke)
6. Wasurerarenai (Original Karaoke)

## Classifiche
| Classifica (2008) | Posizione più alta |
| ----------------- | ------------------ |
| Giappone (Oricon) | 1                  |